# Albert Dam
Albert Dam, född 1880 i Virring nära Århus, död 1972, var en dansk författare.
Dam var son till en jordbrukare, tog studenten 1900, studerade historia i Köpenhamn 1900-1903, ägnade sig åt litterär och journalistisk verksamhet till 1913, drev ett konditori i Kjellerup på Jylland 1914-1937.
Dam *debuterade med en roman redan 1906 men blev i stort sett obeaktad till dess han gav ut novellsamlingen Morfars by 1956. Den inledde en rad visionära gestaltningar av olika etapper i människolivet från urtid till framtid, utformade med en knagglig lyrisk stilkonst." (Litteraturhandboken, 1983)

## Böcker på svenska
- Dag så lång (Dag så lång) (översättning Pelle Fritz-Crone, Bonnier, 1968)
- Morfars by (Morfars by) (översättning Anna Berg von Linde och Jadwiga P. Westrup, Atlantis, 1980)